# Lincoln County (Kentucky)
Lincoln County is een county in de Amerikaanse staat Kentucky.
De county heeft een landoppervlakte van 871 km² en telt 23.361 inwoners (volkstelling 2000). De hoofdplaats is Stanford.

## Bevolkingsontwikkeling

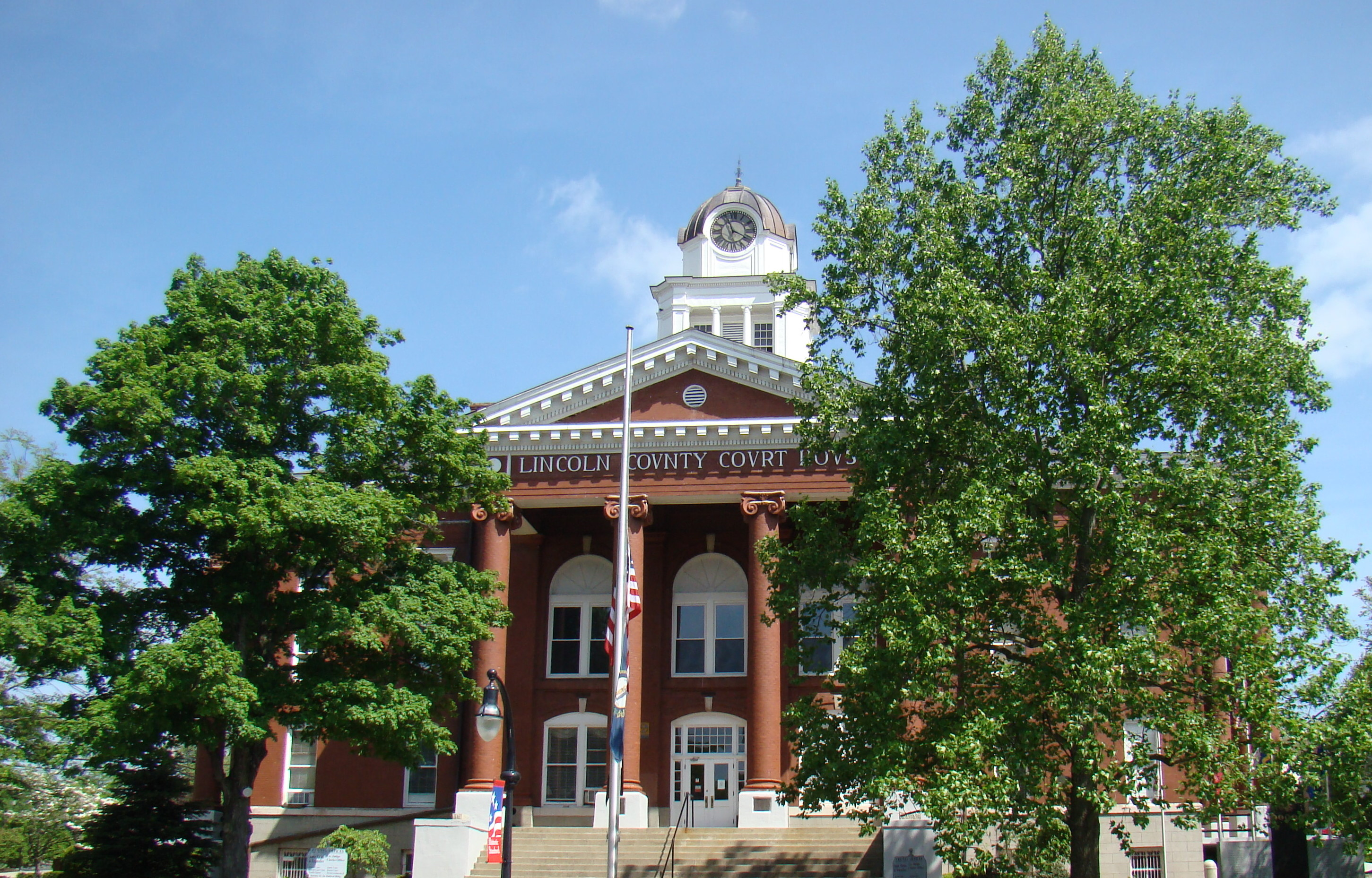
Lincoln County Courthouse